# 대한민국 형사소송법 제384조
대한민국 형사소송법 제384조는 심판범위에 대한 형사소송법의 조문이다.

## 조문
제384조(심판범위) 상고법원은 상고이유서에 포함된 사유에 관하여 심판하여야 한다. 그러나, 전조 제1호 내지 제3호의 경우에는 상고이유서에 포함되지 아니한 때에도 직권으로 심판할 수 있다. <개정 1961.9.1, 1963.12.13>

## 참고 문헌
- 손동권 신이철, 새로운 형사소송법(초판, 2013), 세창, 2013. ISBN 9788984114081